# David S. Berman
David S. Berman (* 10. Januar 1940 in Los Angeles, Kalifornien) ist ein US-amerikanischer Wirbeltier-Paläontologe.

## Leben
Berman wurde während seines Bachelor-Studiums der Biologie an der University of California, Los Angeles (UCLA), das er 1962 abschloss, vom Paläontologen Peter Vaughn (1928–2011) als Fossilienpräparator angestellt. 1965 erwarb er an derselben Institution den Master of Arts. Vaughn wurde sein Doktorvater an der UCLA, bei dem er 1969 mit der Dissertation Vertebrate Fossils from the Lueders Formation: Lower Permian of North-central Texas zum Ph.D. in Wirbeltierpaläontologie promoviert wurde. Bei Vaughn erlernte Berman die Feldpaläontologie, insbesondere das Finden, Sammeln und die Präparation von Fossilien, die Leitung von Feldteams und die Beschreibung des fossilen Materials in Fachzeitschriften. Nach seinem Abschluss arbeitete Berman für kurze Zeit als Punktschweißer, bevor er im April 1970 vom Carnegie Museum of Natural History in Pittsburgh als Assistenzkurator in der Abteilung für Wirbeltierpaläontologie eingestellt wurde. Von 1979 bis 1989 war er stellvertretender Kurator und von 1989 bis zu seinem Ruhestand im Jahr 2014 war er Kurator am Carnegie Museum of Natural History.
Berman untersuchte zu Beginn seiner Karriere am Museum zahlreiche kartierte Perm-Aufschlüsse in New Mexico, unabhängig davon, ob dort Fossilien bekannt waren oder nicht. Dank seiner Feldarbeit wurde die Sammlung permischer Wirbeltiere des Museums erheblich erweitert, sodass sie heute als erstklassig angesehen werden kann, und auch die Kenntnis der fossilen Faunen in den Gegenden von Jemez Springs, Arroyo del Agua und El Cobre Canyon in New Mexico wurde dank Bermans Forschung beträchtlich erhöht. Berman trug zudem bedeutende Fossilfunde aus der Perm-Epoche aus dem Südosten Utahs und erwarb eine gute repräsentative Sammlung aus Texas.
In den 1980er Jahren öffnete er den triassischen Coelophysis-Steinbruch auf der Ghost Ranch in New Mexico wieder und baute während zwei Feldsaisons zahlreiche große Blöcke ab, die nicht nur die Überreste des Dinosauriers Coelophysis enthielten, sondern auch Taxa, die entweder neu für die Wissenschaft oder zuvor nur sehr schlecht vertreten waren. In Bermans Amtszeit am Carnegie Museum wuchs die Pennsylvanian-Sammlung zu einer der größten und bedeutendsten der Welt an.
Berman arbeitete auch mit dem deutschen Paläontologen Thomas Martens vom Museum der Natur Gotha in der Fossillagerstätte Bromacker in Thüringen zusammen, aus der er sehr gut erhaltene Fossilien sammelte und beschrieb.
Bermans Forschung konzentrierte sich nicht nur auf permische Wirbeltiere. Er veröffentlichte Arbeiten über eine Vielzahl anderer Wirbeltiere aus dem Paläozoikum bis zum Pleistozän verfasst, darunter eine Reihe von viel beachteten Studien, in denen die Sauropodenschädel in den Sammlungen des Carnegie Museums (zusammen mit Jack McIntosh) detailliert beschrieben werden, einschließlich der Bestimmung des korrekten Schädelaufbaus von Apatosaurus, sowie weitere Arbeiten über Dinosaurier, die in Zusammenarbeit mit Bruce M. Rothschild durchgeführt wurden. Berman hat mehrere Amphibien aus dem Tertiär erstbeschrieben und benannt und verfasste 1975 mit dem Paläontologen John Guilday (1925–1982) eine Arbeit über das Amerikanische Mastodon und die Paläoindianer.
Berman ist Mitglied der Paleontological Society, der American Society of Ichthyologists and Herpetologists und der Society for the Study of Evolution.

## Dedikationsnamen
Nach Berman sind die Arten Redondasaurus bermani, Whitakersaurus bermani und Shashajaia bermani benannt.

## Erstbeschreibungen von David S. Berman
- Xenacanthus luedersensis (Berman, 1970)
- Hyporhina tertia Berman, 1972
- Lafonius Berman, 1973
- Spathorhynchus fossorium Berman, 1973
- Dyticonastis Berman, 1976
- Gnathorhiza bothrotreta Berman, 1976
- Dimetrodon occidentalis Berman, 1977
- Spathorhynchus natronicus Berman, 1977
- Ctenospondylus ninevehensis Berman, 1978
- Trimerorhachis sandovalensis Berman & Reisz, 1980
- Ianthasaurus Reisz & Berman, 1986
- Rhiodenticulatus Berman & Reisz, 1986
- Anconastes Berman, Reisz & Eberth, 1987
- Stegotretus Berman, Eberth & Brinkman, 1988
- Limnoscelis dynatis Berman & Sumida, 1990
- Dolabrosaurus Berman & Reisz, 1992
- Sphenacodontoidea Reisz, Berman & Scott, 1992
- Tambachia Sumida, Berman & Martens, 1998
- Eudibamus Berman, Reisz, Scott, Henrici, Sumida & Martens, 2000
- Dimetrodon teutonis Berman, Reisz, Martens, Henrici, 2001
- Milnererpeton Hunt, Lucas & Berman, 2002
- Aspidosaurus binasser Berman & Lucas, 2003
- Orobates Berman, Henrici, Kissel, Sumida & Martens, 2004
- Georgenthalia Anderson, Henrici, Sumida, Martens & Berman, 2008
- Fedexia Berman, Henrici, Brezinski & Kollar, 2010
- Daemonosaurus Sues, Nesbitt, Berman & Henrici, 2011
- Rotaryus Berman, Henrici, Martens, Sumida & Anderson, 2011
- Tambaroter Henrici, Martens, Berman & Sumida, 2011
- Tambacarnifex Berman, Henrici, Sumida, Martens & Pelletier, 2014
- Martensius Berman, Maddin, Henrici, Sumida, Scott, Reisz, 2020
- Eoscansor Lucas, Rinehart, Celeskey, Berman, Henrici, 2022